# 紀州東照宮

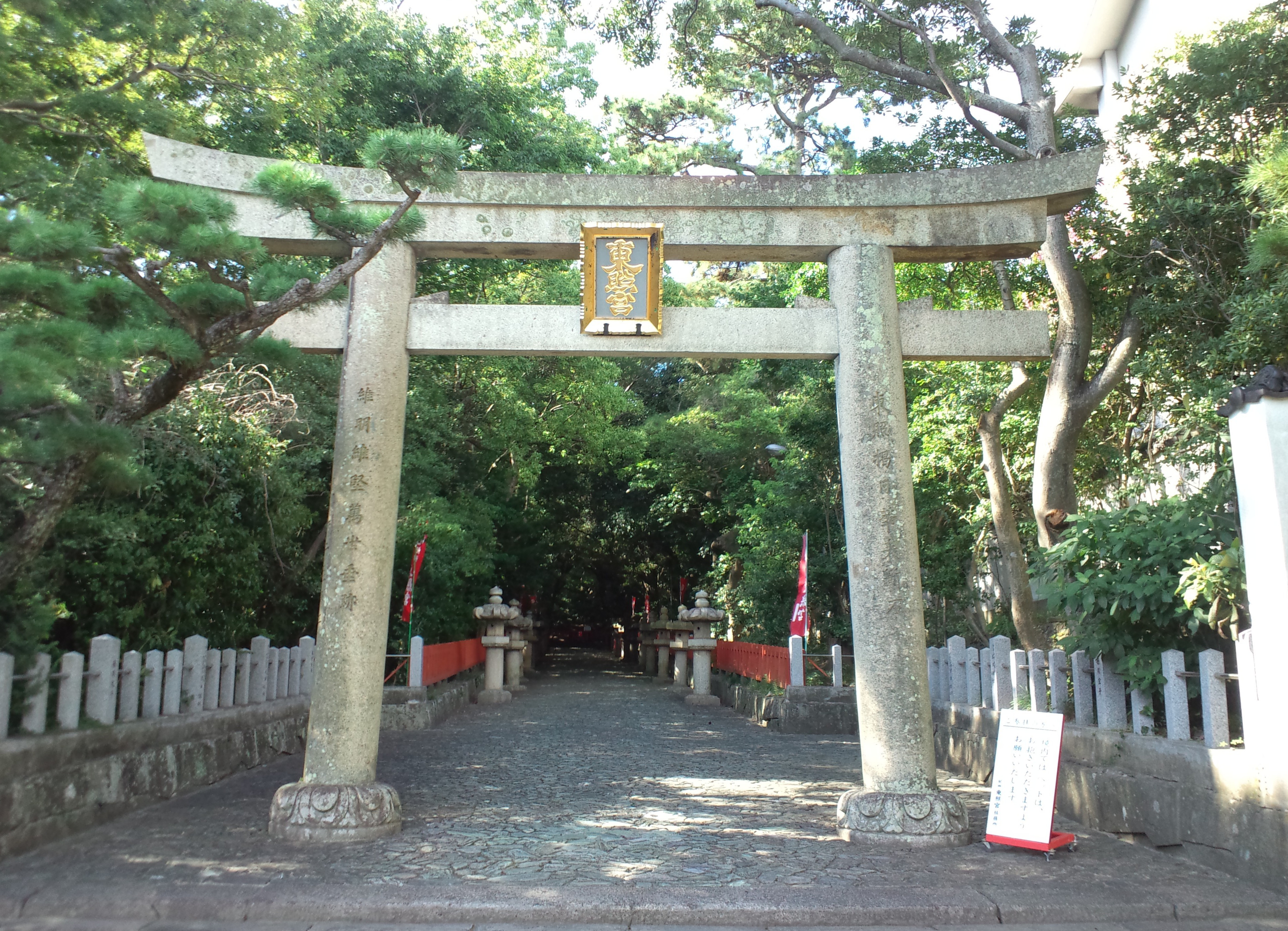
鳥居

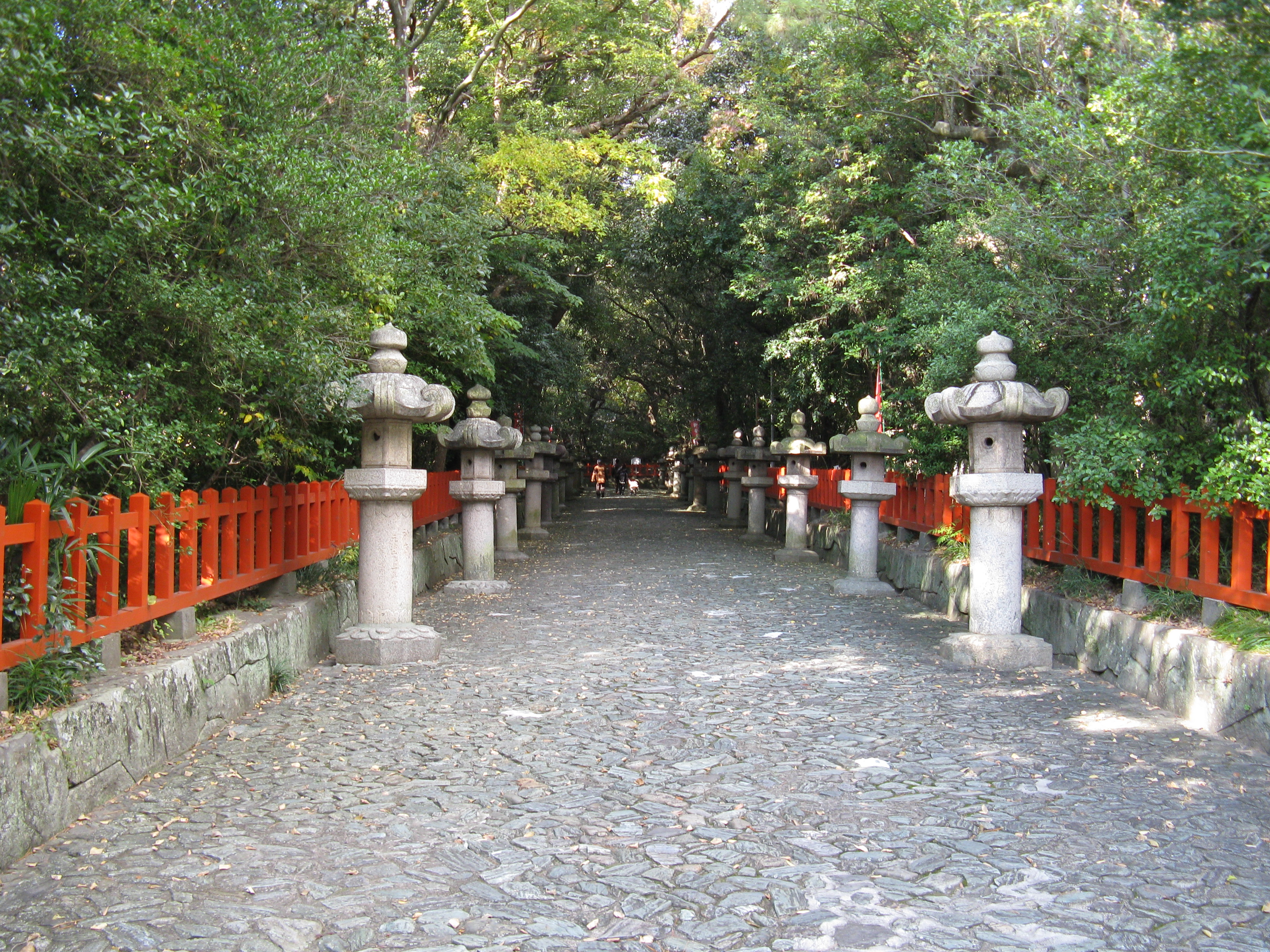
参道

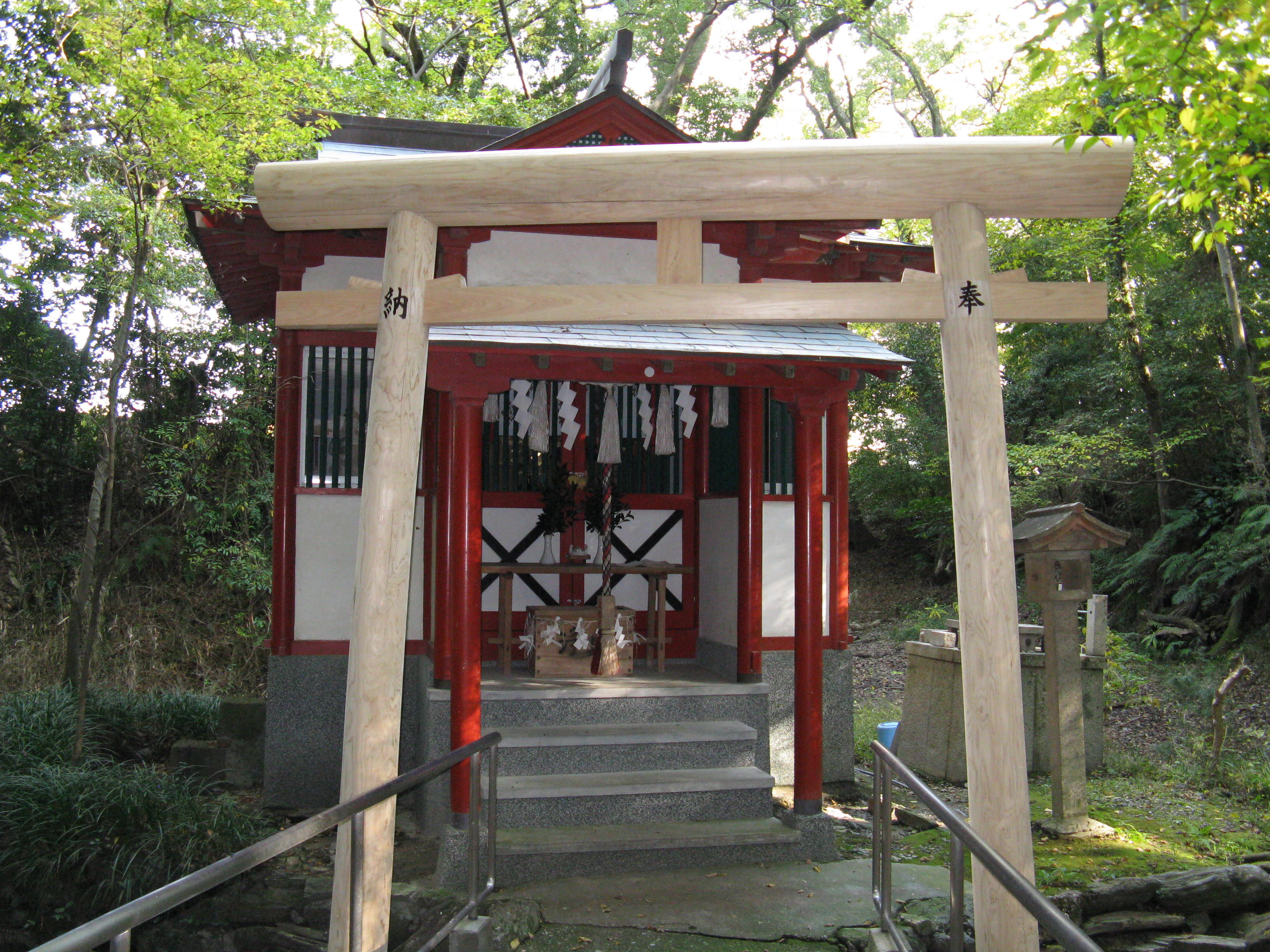
弁財天社

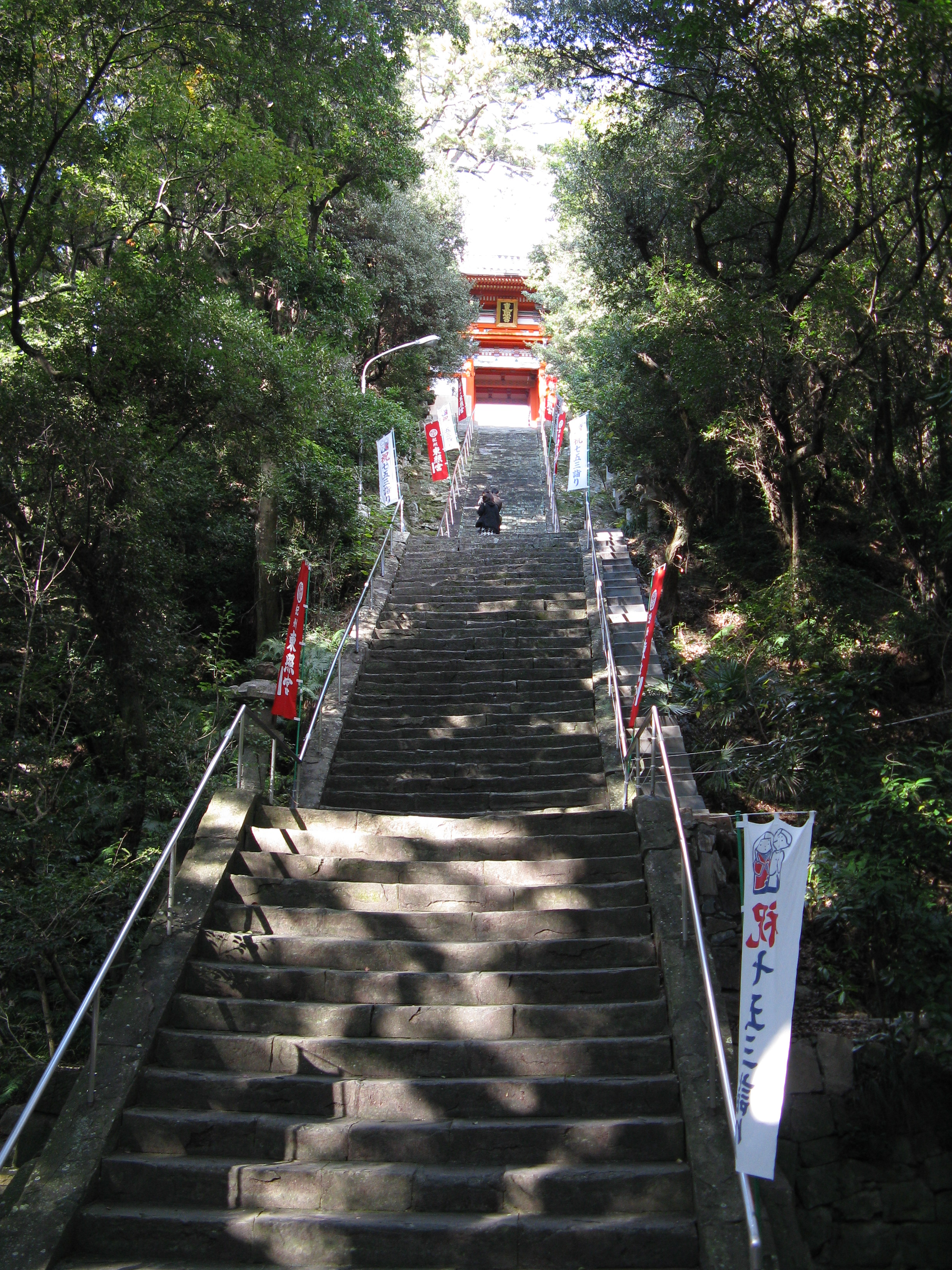
108段の階段「侍坂」

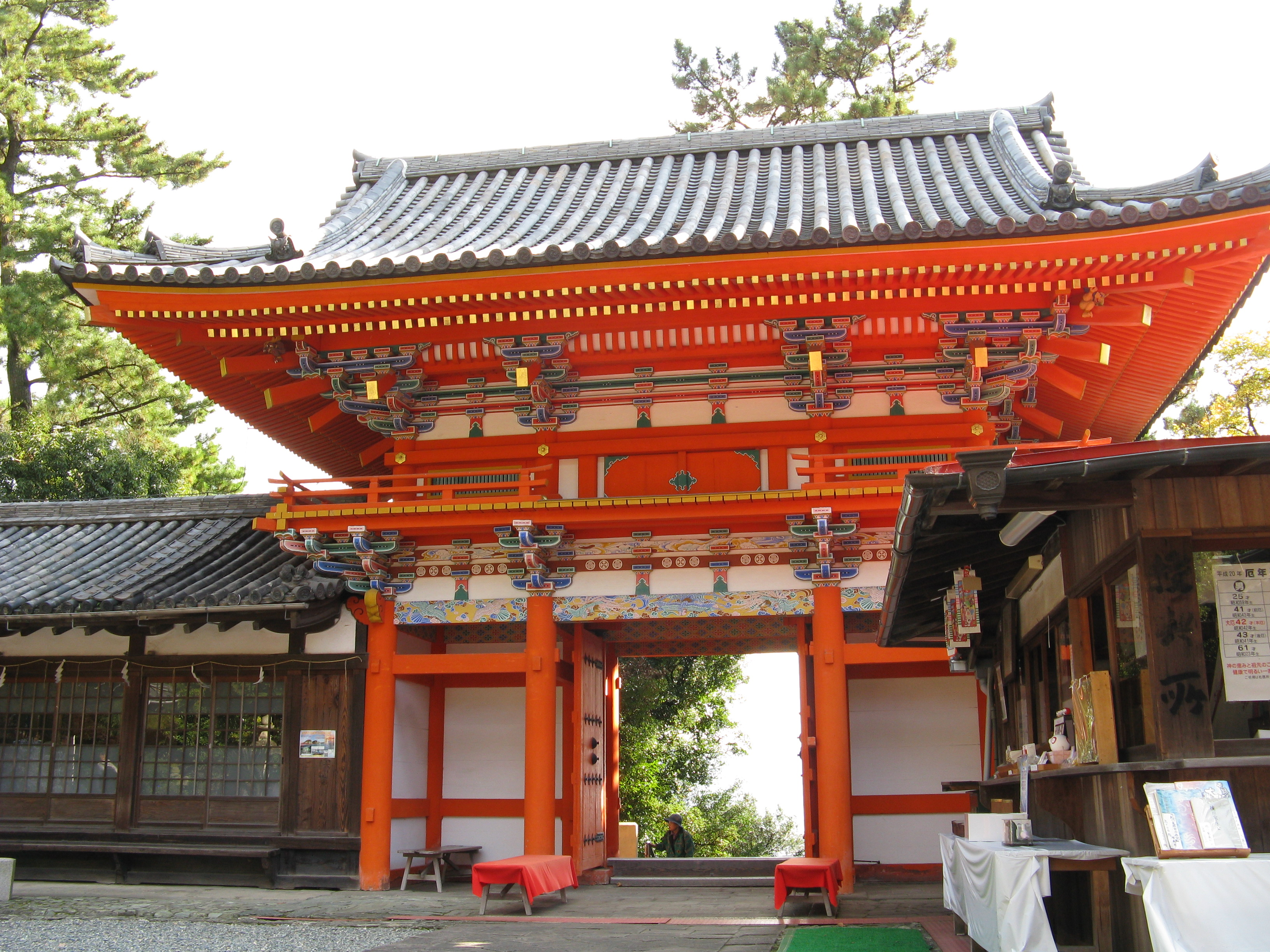
楼門

紀州東照宮（きしゅうとうしょうぐう）は、和歌山県和歌山市和歌浦西にある神社。旧社格は県社。江戸幕府初代将軍の徳川家康（東照大権現）と紀州藩初代藩主・徳川頼宣（南龍大神）を祀る。
東照宮は雑賀山に位置する。雑賀山は和歌浦湾の入り江を眼下に納め、右手には天橋立のような片男波の砂嘴が延び、左手には北岸をみるまさに「扇の要」の位置である。西には和歌浦天満宮が、東には玉津島神社が位置する。

## 歴史
元和5年（1619年）、徳川家康の十男である徳川頼宣は紀州藩主になると、南海道の総鎮護として東照大権現を祀る東照社の建立を計画し、同年のうちに社殿が起工されると、元和7年（1621年）に完成した。
本殿には左甚五郎の作といわれている彫刻や、狩野探幽作の壁画があり豪華な造りである。関西の日光とも称された。『紀伊続風土記』によれば、境内は方八町で、宮山周囲50町余りであった。
別当寺として天台宗の天曜寺も建立され、天海大僧正が初代別当に就任している。
祭神は当初は東照大権現のみであったが、後に徳川頼宣も合祀されている。
明治時代になると神仏分離と廃仏毀釈により天曜寺は廃寺となったが、東照宮は県社に列せられている。
東照宮の例祭は、元和8年（1622年）に趣向を凝らした絢爛豪華な風流（ふりゅう）の祭りとして創始されているが、江戸時代には、国中第一の大祭であり諸国から多数の見物人がきたという。明治以降も和歌祭と呼ばれて大勢の観衆を集め、親しまれた。近年復興されている。
当社を含めて一帯が国指定史跡・名勝の和歌浦となっている。

## 祭神
- 徳川家康 - 東照大権現
- 徳川頼宣 - 南龍大神

## 境内
鬱蒼とした木々に囲まれた東照宮参道は青石が敷き詰められ、両側は低い石垣で区切られる。鍵の手で折れ曲がると、急勾配の108段の石段にたどり着く。参道と石段の両側には、家臣団が寄進した石灯籠が並ぶ。
高台の南端には楼門が南面し、その両脇に東西回廊が建つ。高さ約2mの石垣により一段高くなった社地北側には、唐門と瑞垣（みずがき）、その奥には正面に拝殿・石の間・本殿を一つの建物にまとめた権現造りの社殿が建つ。かつては社殿の右に三重塔、左に薬師堂があった。
- 本殿（重要文化財） - 元和7年（1621年）建立。社殿の建築様式は伝統的な和様を用い、左甚五郎作の彫刻など様々な彫り物で飾る。内外部共に黒漆、赤漆を塗り、複雑な組物や彫刻類には極彩色を施し鍍金の飾金具を施す。代表的な江戸時代初期の建造物。狩野探幽作の壁画や狩野派、土佐派の壁画で彩られている。この豪華な社殿は俗に紀州の日光と称される。
- 石の間（重要文化財） - 元和7年（1621年）建立。
- 拝殿（重要文化財） - 元和7年（1621年）建立。
- 瑞垣（重要文化財） - 元和7年（1621年）建立。
- 唐門（重要文化財） - 元和7年（1621年）建立。
- 神饌所
- 渡御蔵
- 砲弾 - かつて奉納された砲弾が並べられている。
- 社務所
- 神輿蔵
- 回廊（重要文化財） - 元和7年（1621年）建立。
- 楼門（重要文化財） - 元和7年（1621年）建立。
- 弁財天社
- 稲荷大明神社
- 東照宮会館
- 御手洗池（国指定史跡・名勝） - 御手洗池公園となっている。

## 文化財

### 重要文化財
建造物
- 東照宮 7棟	
  - 本殿・石の間・拝殿 1棟
  - 唐門
  - 東西瑞垣 2棟
  - 楼門
  - 東西回廊 2棟

美術工芸品
- 南蛮胴具足（徳川家康所用）

家康が頼宣に与えたといわる南蛮胴。胴鎧がやや細長く、椎形兜も頂きが高いといった造形の特徴から、フランドル製だと考えられる。胸当に弾痕が残り、向かって右の深い2つがマスケット銃で、左側のは日本の並の火縄銃によるものと見られる。
- 紺地宝尽小紋小袖・藍地花菱唐草文散絞小袖・白地葵紋綾小袖（徳川家康所用）
- 太刀 銘来国俊
- 太刀 銘信国
- 太刀 銘左近将監景依正応二十一月 日 附：絲巻太刀拵（いとまきたちごしらえ）
- 太刀 銘光忠 附：絲巻太刀拵
- 太刀 銘備前国（以下不明伝真長） 附：絲巻太刀拵
- 太刀 銘真長 附：絲巻太刀拵
- 太刀 銘守家 附：絲巻太刀拵
- 刀 銘元重
- 太刀 銘安綱 附：絲巻太刀拵
- 太刀 銘伯耆大原真守 附：絲巻太刀拵
- 太刀 銘国時
- 刀 銘信濃守藤原国広 越後守藤原国儔 造
- 刀 銘長曾袮興里入道虎徹

### 国指定史跡・名勝
- 和歌浦 東照宮境内地・御手洗池公園 - 国指定史跡・名勝の和歌浦に当社の境内地と御手洗池公園が含まれている。

### 和歌山県指定有形文化財
- 紙本著色東照宮縁起絵巻 5巻 - 和歌山県立博物館寄託。
- 歴代紀州藩主奉納刀 13口 - 和歌山県立博物館寄託。
- 甲冑 4領2頭 - 和歌山県立博物館寄託。
- 馬具 4脊3双 - 和歌山県立博物館寄託。
- 弓箭具 1手9張2具（228本） - 和歌山県立博物館寄託。
- 徳川家康所用装束類 1頭1握2筋2双3領6枚 - 和歌山県立博物館寄託。
- 徳川頼宣所用装束類 2領23枚5本 - 和歌山県立博物館寄託。
- 唐物茶壺 銘華山・楊柳・小面・佐藤 4口 - 和歌山県立博物館寄託。
- 牡丹唐草文様金華山裂 4枚 - 和歌山県立博物館寄託。
- 和歌祭仮面群 面掛行列所用品 96面 - 和歌山県立博物館寄託。
- 和歌祭祭礼所用具 1括 - 和歌山県立博物館寄託。

## 祭礼
- 5月第2日曜日 - 大祭（和歌祭）

## 所在地
- 〒641-0024
  - 和歌山県和歌山市和歌浦西2丁目1-20

## 交通
- 南海和歌山市駅、JR和歌山駅から和歌山バス新和歌浦方面行きに乗車し「権現前」下車、徒歩1分

## 周辺
- 和歌浦
  - 雑賀崎、番所庭園、新和歌浦、紀州東照宮、和歌浦天満宮、玉津島神社、不老橋、片男波海岸
- 養翠園
- 塩竈神社
- 紀三井寺（紀三井山護国院）

## 展覧会
- 特別展 紀州東照宮の宝刀、2024年4月27日 〜 6月2日、主催：和歌山県立博物館、協力：和歌祭保存会[1]。